# Közigazgatási perrendtartás
A magyar Országgyűlés 2017. február 21-én fogadta el a közigazgatási perrendtartásról szóló 2017. évi I. törvényt.
A törvény 2018. január 1-jével lépett hatályba.

## Előzményei
Az Országgyűlésben eredetileg a 2016. december 6-án megtartott zárószavazáson 115 igen, 36 nem és 21 tartózkodás mellett fogadta el törvényjavaslatot, vagyis  a jelen lévő képviselők kétharmada támogatta. Az Országgyűlés által eredetileg elfogadott szöveget Áder János köztársasági elnök az Alkotmánybíróságnak küldte meg.
Az Alkotmánybíróság megállapította, hogy a közigazgatási perrendtartásról szóló, egyszerű többséggel elfogadott törvény vizsgált bekezdései tartalmukat tekintve sarkalatos törvényi rendelkezések módosítására irányultak, ezért elfogadásának a minősített többséget igénylő törvények megalkotására irányadó eljárási rendben kellett volna megtörténnie. Mivel azonban a szavazás az egyszerű többséget igénylő törvények elfogadására irányuló általános eljárási rendben zajlott, a közjogi érvénytelenséget az Alkotmánybíróság megállapította. 
Az ügy előadóbírája Sulyok Tamás, az Alkotmánybíróság elnöke volt. A 15 alkotmánybíró közül egyedüliként Dienes Oehm Egon alkotmánybíró fogalmazott meg különvéleményt.
Az Országgyűlés 2017. február 21-i ülésén módosított formában ismét elfogadta  az Alkotmánybíróság által korábban alaptörvény-ellenesnek minősített közigazgatási perrendtartási törvényt. A képviselők 127 igen, 31 nem szavazattal, 22 tartózkodás mellett szavazták meg a jogszabályt.

## A közigazgatási jogvita
A közigazgatási jogvita tárgya a közigazgatási szerv közigazgatási jog által szabályozott, az azzal érintett jogalany jogi helyzetének megváltoztatására irányuló vagy azt eredményező cselekményének, vagy a  cselekmény elmulasztásának (a továbbiakban együtt: közigazgatási tevékenység) jogszerűsége. Közigazgatási jogvita a közszolgálati és a közigazgatási szerződéses jogviszonnyal kapcsolatos jogvita is.
A közigazgatási per a közigazgatási határozat ellen indítható jogorvoslat Magyarországon 2020. április 1-jétől.
2020. március 31-ével megszűntek Magyarországon a közigazgatási és munkaügyi bíróságok. 2020. április 1-jétől a közigazgatási perekben első fokon 8 törvényszék jár el, regionális illetékességgel (Fővárosi Törvényszék, Budapest Környéki Törvényszék, Győri Törvényszék, Veszprémi Törvényszék, Pécsi Törvényszék, Miskolci Törvényszék, Szegedi Törvényszék és Debreceni Törvényszék). A távolságra tekintettel számolni kell az ehhez kapcsolódó további kiadással is.
Míg eddig a fellebbezések a másodfokon dolgozó, adott témakörben jártas szakemberekhez kerültek, addig a közigazgatási perben a specializáció nem érvényesül. Míg eddig a fellebbezés tárgyában a döntés általában viszonylag rövid idő alatt megszületett, addig nem zárható ki, hogy  egy közigazgatási per akár több évig is eltarthat.

## A közigazgatási bírói út
A közigazgatási perrendtartásról szóló 2017. évi I. törvény 5. §-a szerint:
A bíróság a közigazgatási jogvitát közigazgatási perben bírálja el.
A bíróság közigazgatási perben dönt azon közjogi jogvitában, amelynek elbírálását törvény a közigazgatási ügyben eljáró bíróság hatáskörébe utalja.
A bíróság dönt az önkormányzati rendelet más jogszabályba ütközésének vizsgálatára irányuló, valamint a helyi önkormányzat jogalkotási kötelezettségének elmulasztása miatti eljárásban.
A bíróság közszolgálati jogviszonnyal kapcsolatos jogvitát közigazgatási perben bírálja el. E törvény közigazgatási szervre vonatkozó szabályait a munkáltató szervre, a közigazgatási cselekményre vonatkozó szabályokat a közszolgálati jogviszonnyal kapcsolatos döntésre és intézkedésre alkalmazni kell. A Közszolgálati Döntőbizottság eljárása nem minősül megelőző eljárásnak.
A bíróság a közigazgatási szerződéses jogviszonnyal kapcsolatos jogvitát közigazgatási perben bírálja el.

## A közigazgatási cselekmény
A fentiek alkalmazásában közigazgatási cselekmény lehet
- a) az egyedi döntés;
- b) a hatósági intézkedés;
- c) az egyedi ügyben alkalmazandó – a jogalkotásról szóló törvény hatálya alá nem tartozó – általános hatályú rendelkezés;
- d) a közigazgatási szerződés.[9]

## A közigazgatási jogvita kizárt
Ha törvény eltérően nem rendelkezik, nincs helye közigazgatási jogvitának
a) a  kormányzati tevékenységgel, így különösen a  honvédelemmel, az  idegenrendészettel és a  külügyekkel
kapcsolatban,
b) önállóan valamely közigazgatási cselekmény megvalósítását szolgáló járulékos közigazgatási cselekmény
jogszerűségére vonatkozóan,
c) az egymással irányítási vagy vezetési jogviszonyban álló felek között.
Egyedi ügyben alkalmazandó általános hatályú rendelkezés azzal a  közigazgatási cselekménnyel együtt lehet közigazgatási jogvita tárgya, amelynek a  megvalósítása során azt alkalmazták. Egyedi ügyben alkalmazandó általános hatályú rendelkezés akkor lehet közigazgatási jogvita önálló tárgya, ha a jogsérelem az általános hatályú
rendelkezés alkalmazása vagy hatályosulása folytán közvetlenül, közigazgatási cselekmény megvalósítása nélkül következett be.
A  közigazgatási tevékenység felek általi megjelölése a  bíróságot nem köti. A  bíróság hivatalból annak tartalma szerint veszi figyelembe a közigazgatási tevékenységet, és a megfelelő eljárásban bírálja el.

## A polgári perrendtartás szabályainak alkalmazása
A közigazgatási perben vagy az egyéb közigazgatási bírósági eljárásban a polgári perrendtartás szabályait akkor kell alkalmazni, ha azt e  törvény kifejezetten előírja. A  polgári perrendtartás szabályait a 2017. évi I. törvénnyel összhangban kell alkalmazni.

## A közigazgatási ügyben eljáró bíróságok
A törvény II. fejezete szól a közigazgatási ügyben eljáró bíróságok köréről.
Első fokon ítélkezik
- a) a közigazgatási és munkaügyi bíróság,
- b) törvényben meghatározott esetben a törvényszék vagy a Kúria.[14]

Másodfokon ítélkezik
- a) a közigazgatási és munkaügyi bírósághoz tartozó ügyekben a törvényszék és
- b) a törvényszékhez tartozó ügyekben a Kúria.[15]

Felülvizsgálati ügyekben a Kúria jár el.

## A bíróság összetétele
A főszabály az, hogy  - a 2017. évi I. törvény eltérő rendelkezése hiányában -  a bíróság három hivatásos bíróból álló tanácsban jár el.
A törvény meghatározza, mikor járhat el egyesbíró a közigazgatási jogvita eldöntésében.